# Club San Cirano
Club San Cirano es un club de rugby y hockey de Villa Celina, Buenos Aires, Argentina. El equipo de rugby del club juega actualmente en el  Torneo de la URBA Grupo I, la primera división de la URBA.
Actualmente con una gran apuesta por sus divisiones juveniles, ya que la camada 2000 ha ganado el torneo máximo de la Urba, saliendo campeones en su tira A y su tira B. Posee un muy buen semillero de jugadores, incluso algunos de sus juveniles participaron o participan de seleccionados provinciales dependientes de la URBA y también de nacionales dependientes de la UAR.

## Historia
En 1971, se fundó la "Asociación de Ex Alumnos del Colegio San Cirano" que fue creado como un club social de rugby. Dos años más tarde, la asociación se mudó a Villa Celina se convirtió en un Club deportivo ,como actividades de rugby y hockey. Cambió su nombre por el de "Club San Cirano", que sigue siendo hoy en día. El principal deporte jugado en el club siempre ha sido la unión del rugby, registrando a San Cirano en julio de 1973. En 1974 un Torneo de hockey sección abierta y el club se registró en la Asociación Amateur Argentina de Hockey sobre Césped.
San Cirano tiene la particularidad de haber ganado el Nacional Copa de rugby 1974 sin ganar un título provincial. En 1998, San Cirano llegó a la final del Nacional de Clubes y empató con Club San Luis Rugby, por lo tanto, compartieron el título.[cita requerida]
Hoy en día el club está en su mayoría compuesto por jugadores nacidos entre fines de los '90s y principios de los '00s.[cita requerida] 
En 2011, San Cirano volvió al Top 14 (ahora Top 12, primer categoría de la URBA). 
En 2014, sufrió el descenso a la segunda categoría de la URBA. Pero la temporada siguiente, volvió a Primera A. 
Luego, en 2016, descendió nuevamente a Primera B.
Tras cuatro temporadas (2017-2021) y caer en el repechaje por el ascenso a Primera A frente a Pueyrredón en 2017, San Cirano obtuvo el único ascenso a Primera A el 27 de noviembre de 2021, tras derrotar en la final a su clásico rival: San Martín, por 23 a 11.

## Títulos
- Campeón Nacional de Clubes 1998 (Título compartido con el Club San Luis)
- Sudamericano de Clubes (1): 1999

## Clásicos
Históricamente su rival ha sido el Club Pucará. Luego de algunos años, ham dejado de coincidir en la categoría, por lo que las últimas generaciones han tomado al Club Atlético Ferrocarril General San Martín como referencia de clásico, ya que originalmente San Cirano es una combinación de exalumnos del Colegio San Cirano, y exjugadores del Club San Martín, siendo este el motivo de su "rivalidad"
Posee una mínima rivalidad con el Club Banco Hipotecario, dada su cercanía geográfica, aunque esta fue cesando en el tiempo debido a que no coinciden en las categorías de la URBA, lo que hace que prácticamente no haya partidos entre ellos.